# جولیا گولدانی تلس
جولیا گولدانی تلس (انگلیسی: Julia Goldani Telles؛ زادهٔ ۱۸ مارس ۱۹۹۵) هنرپیشه و رقصنده باله اهل ایالات متحده آمریکا است. وی از سال ۲۰۱۱ میلادی تاکنون مشغول فعالیت بوده‌است.
او در فیلم چهره‌ی کشنده بازی کرده‌است.